# Серебров, Климентий Аркадьевич
Климентий Аркадьевич Серебров (2 января 1926 — 24 августа 1981) — передовик советской радиопромышленности, главный конструктор специального конструкторского бюро Ленинградского научно-производственного объединения имени Н. Г. Козицкого Министерства радиопромышленности СССР, Герой Социалистического Труда (1977).

## Биография
Родился 2 января 1926 года в городе Ленинграде в русской семье. В 1943 году призван в ряды Красной Армии. Службу проходил в Военно-морском флоте на кораблях и в береговых частях Балтийского флота. Завершил обучение в электромеханической школе имени А.Г. Железнякова Учебного отряда Балтийского флота (Кронштадт) в 1944 году. Участник Великой Отечественной войны. В 1949 году уволен с военной службы. 
В 1955 году завершил обучение в Ленинградском электротехническом институте связи имени М.А. Бонч-Бруевича. В 1955 году стал работать инженером в Ленинградским научно-исследовательском институте точной механики Министерства оборонной промышленности СССР. В 1956 году перешёл на работу в Специальное конструкторское бюро (ныне - ОАО «НИИ «Нептун») на заводе имени Н.Г. Козицкого (затем - Ленинградское производственное объединение имени Н.Г. Козицкого, ныне ЗАО «Завод имени Козицкого»), где трудился до конца своей жизни. Работал и старшим инженером отдела механизации, с 1957 года стал работать начальником лаборатории в специальном конструкторском бюро предприятия, а с 1960 года - секретарь партийного комитета завода, в 1961 году назначен главным инженером завода, с 1965 года - заместитель начальника СКБ по телевизионной технике, с 1968 года - начальник - главный конструктор этого СКБ. 
В первые годы работы в конструкторском бюро занимались созданием отечественных автоматических систем управления телевизионным оборудованием и цветных телевизоров. Именно с его участием связано создание первых советских полупроводниковых телевизоров и телевизоров с дистанционным управлением.
В начале 1970-х годов Серебров стал заниматься созданием комплексов связи для Военно-морского флота. Руководил созданием многофункционального комплекса автоматической системы управления средствами связи «Тайфун-К». Такое оборудование было установлено на советских тяжёлых авианесущих крейсерах «Киев», «Минск», «Новороссийск».
За выдающиеся заслуги в создании новых образцов специального оборудования, Указом Президиума Верховного Совета СССР от 19 сентября 1977 года (закрытым) Климентию Аркадьевичу Сереброву было присвоено звание Героя Социалистического Труда с вручением ордена Ленина и золотой медали «Серп и Молот».
Являлся членом КПСС. Избирался депутатом Василеостровского районного Совета депутатов трудящихся Ленинграда, являлся членом бюро Василеостровского райкома КПСС.
Проживал в Ленинграде. Умер 24 августа 1981 года. Похоронен на кладбище Памяти жертв 9-го января в Санкт-Петербурге.

## Награды
За трудовые успехи удостоен:
- золотая звезда «Серп и Молот» (19.09.1977)
- орден Ленина (19.09.1977)
- Орден Трудового Красного Знамени (26.04.1971)
- Медаль «За оборону Ленинграда»
- другие медали.